# Jessica Fridrich
Jessica Fridrich (Ostrava, Checoslovaquia; 1964) es una ingeniera eléctrica, conocida por documentar y popularizar el método CFOP, también llamado en honor a su nombre «método Fridrich»; uno de los más utilizados para la solución del Cubo de Rubik. Se interesó por los rompecabezas y la geometría compleja, conoció al inventor del Cubo de Rubik, Ernő Rubik en el Campeonato Mundial de Cubo de Rubik en Budapest en 1982, un evento donde Fridrich terminó décima. En el campeonato mundial de Toronto, Canadá terminó segunda, detrás de Dan Knights.

## Biografía
Actualmente Jessica Fridrich trabaja como profesora en el Departamento de Ingeniería Eléctrica y Computación de la Universidad de Binghamton y se especializa en marcas de agua digitales y ciencias forenses. Recibió su título de master en Matemática Aplicada en la Universidad Técnica Checa en Praga en 1987, y su doctorado en Ciencias de Sistemas en la Universidad de Binghamton en 1995.
En la comunidad del Cubo de Rubik es considerada una de las pioneras del speedcubing junto con Lars Petrus, además casi todos los speedcubers más rápidos han basado sus métodos en el método de Fridrich, que normalmente se conoce como método CFOP (Cross, First two layers, Orientation, Permutation).
El método CFOP consiste en:
- Cross = Cruz primera capa.
- First 2 layers = Primeras dos capas (F2L).
- Orientation of the last layer = Orientación de la última capa (OLL).
- Permutation of the last layer = Permutaciones de la última capa (PLL).

Existen métodos Fridrich reducidos con muchos menos algoritmos, pero que exigen más movimientos. Hay 120 algoritmos en el Fridrich completo, y en el Fridrich reducido hay cerca de 70 algoritmos menos, pero teniendo que realizar más pasos.

## Patentes
Listado de patentes que ha registrado en la Oficina de Patentes y Marcas de Estados Unidos.
- 7,787,652  Lossless embedding of data in digital objects
- 7,787,030  Method and apparatus for identifying an imaging device
- 7,616,237  Method and apparatus for identifying an imaging device
- RE40,477  Reliable detection of LSB steganography in color and grayscale images
- 7,239,717 (enlace roto disponible en Internet Archive; véase el historial, la primera versión y la última).  Lossless embedding of data in digital objects
- 7,006,656  Lossless embedding of data in digital objects
- 6,831,991 Archivado el 25 de enero de 2016 en Wayback Machine.  Reliable detection of LSB steganography in color and grayscale images